# Parot (eau)
Pour les articles homonymes, voir Parot.

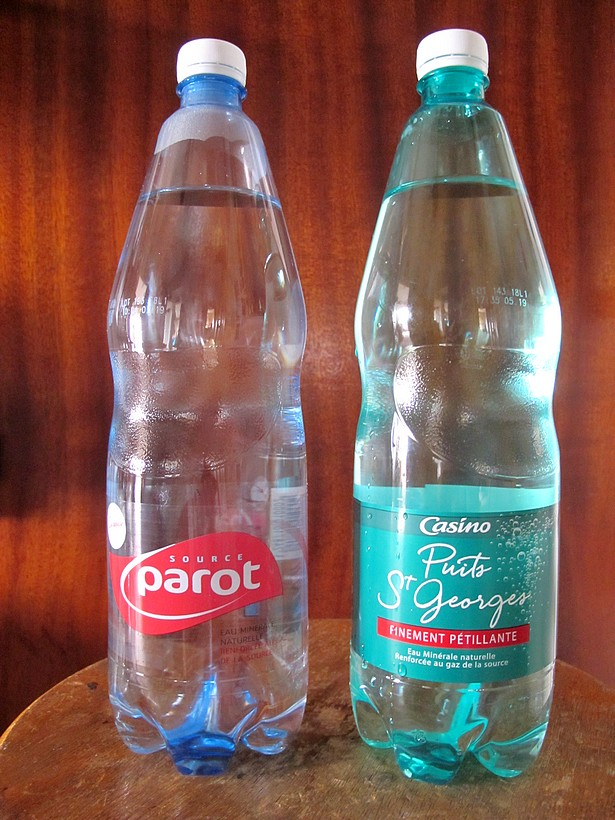
Bouteilles produites par Parot. Celle de droite est une MDD Casino.

Parot est une entreprise française d'eau minérale, dont les sources et le siège sont situés à Saint-Romain-le-Puy, dans la Loire,.
Parot est également le nom d'une des trois sources exploitées par la société. Chaque été, la source est ouverte aux visiteurs,. Les deux autres, également basées à Saint-Romain-le-Puy, sont Fontfort et Puits Saint-Georges.
La source Parot a été déclarée d'utilité publique en 1898 et la société Parot a été créée l'année suivante par l'entrepreneur François Parot.
Parot assure la fabrication du soda Selecto destinée au marché français.
Parot a été racheté par Cristaline en 2023